# Venite! Venite!
Venite! Venite! è un album live degli Almamegretta.

## Tracce
1. Uno
2. Due
3. Intro
4. The cheap guru / Figli di Annibale
5. Fa' ammore cu' mme / Nun te scurda'
6. Pe' dint' 'e viche addo' nun trase 'o mare
7. Maje
8. Sanacore
9. Sanghe e anema
10. Fattallà
11. O' sciore cchiu' felice
12. Suonno
13. Riboulez le kick / Pa'chango